# Миколаївське земляцтво в Москві
Миколаївське земляцтво в Москві — об'єднує тих, хто народився, жив, навчався, служив або працював у місті Миколаєві та Миколаївській області, Україна, а зараз живе в Москві або Підмосков'ї.
У складі земляцтва близько 900 осіб.

## Історія і діяльність
Історія земляцтва сягає 2002 року. Члени земляцтва організовували виставки в Москві миколаївських художників і книговидавців, зустрічі московських і миколаївських письменників, діячів культури, науки і освіти, проводили спільні спортивні змагання і презентації продукції миколаївських підприємств, організовували відпочинок московських школярів на чорноморських курортах Миколаївської області, концерти діячів мистецтв, готували взаємні візити численних делегацій підприємців, науковців, літераторів, художників, школярів.

## Відзнаки
- Почесні грамоти Кабінету Міністрів України в 2006 і 2010
- Медалі Уряду Москви в 2008 і 2010

## Ключові особи
- Голова — Христенко Володимир Миколайович
- заступники — Короткова Олена Георгіївна, Лозовський Олександр Володимирович
- адміністратор сайту земляцтва (http://nikolaev-moscow.at.ua/) — Панін Олександр Сергійович
- Члени Правління земляцтва [Архівовано 7 січня 2012 у Wayback Machine.]